# Kicking Bird
Tene-angop’te (1835-1875) Cabdill kiowa. El 15 d'agost del 1865 signà un acord amb els blancs a Wichita, i participà també a les converses del Tractat de Medicine Lodge del 1867, pel qual foren traslladats a Fort Still. Per això l'acusaren de covard, raó per la qual participà en la campanya de Satanta a Texas el 1870-1871. Capturat pels soldats, va viure pacíficament i envià els seus fills a les escoles. Potser va morir emmetzinat.